# Chinkara Motors
Chinkara Motors est un constructeur automobile indien fondé en 2003 par Guido et Shama Bothe.
L'entreprise fabrique une réplique de la Lotus Seven, nommée Roadster, une réplique de la Jeep Willys, nommée Jeepster ainsi que des buggy, des planeurs, des gyrocoptères, des ULM mais aussi des chars à voile et des camping-cars, tous en fibre de verre.
Le siège de l'entreprise se situe à Alibag, dans la banlieue de Bombay, en Inde.
Chinkara est en fait une espèce de gazelle, que l'on retrouve sur le logo de la marque.
L'entreprise a cessé ses activités en 2017

## Produits

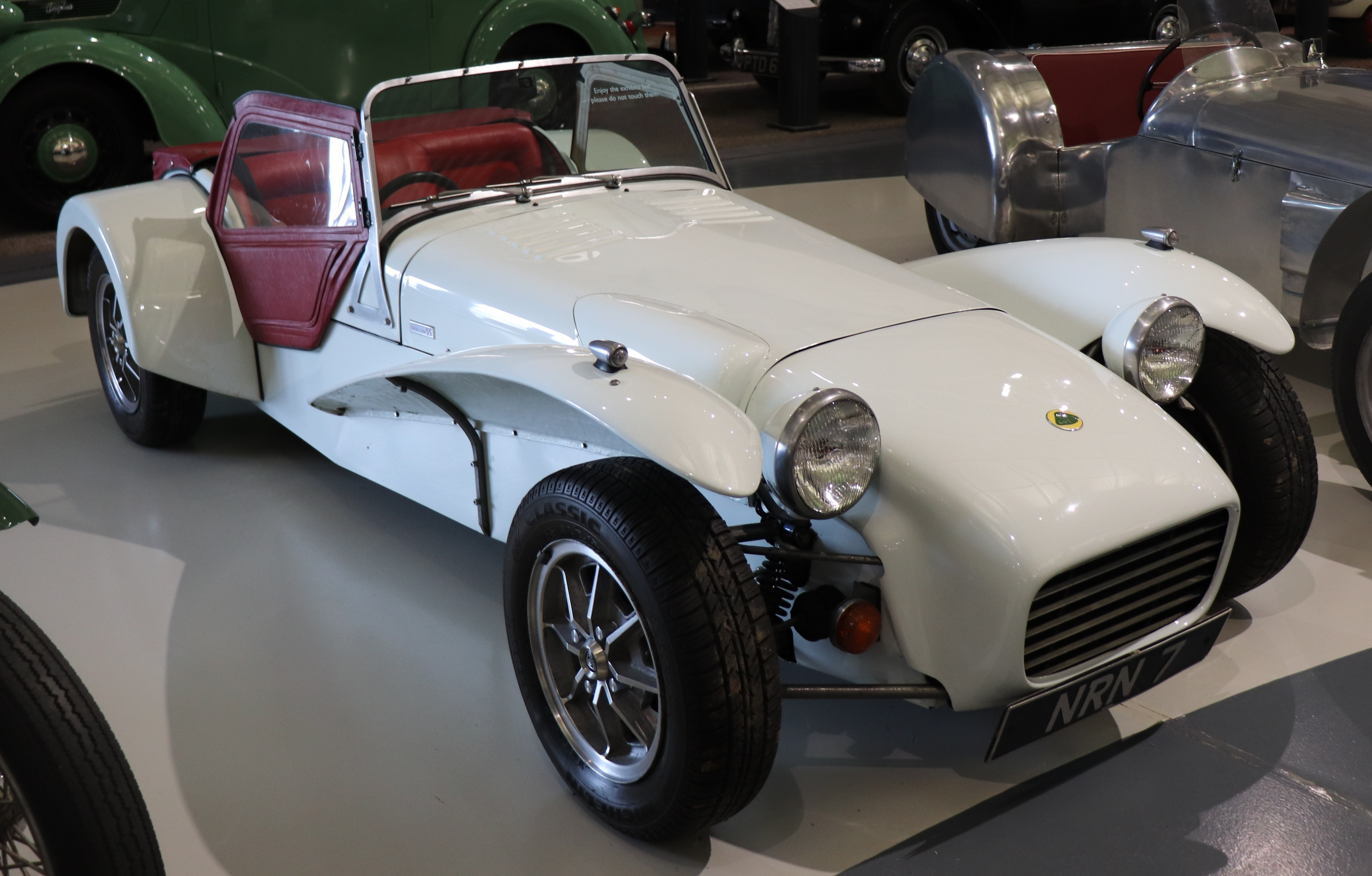
Une Lotus Seven.

La Chinkara Roadster 1.8S est le produit phare de la marque, présenté pour la première fois au salon de l’automobile de Bombay 2003. Il s'agit d'une réplique de la Lotus Seven construite à partir de pièces de Maruti 800, Maruti Alto (suspensions arrière) et de Standard Herald. Son moteur est un 4 cylindres en ligne d'origine Isuzu de 114 ch pour une vitesse maximale de 187 km/h, sa qualité de fabrication est d'ailleurs critiquée par la presse. Le S signifie Schnel (rapide en allemand, Guido Bothe étant d'origine allemande).
La Jeepster est une réplique de la Jeep Willys, équipé d'un moteur de 1.8L Isuzu.
Chinkara produit également le Hammer, un buggy d'attaque rapide, utilisé aujourd'hui par les forces armées indiennes ; le Rockster un véhicule 4x4 et le Beachster, un autre buggy.
À côté de ça, l'entreprise propose le Sailster, un char à voile ainsi que des catamarans et trimarans avec une coque en fibre de verre ainsi que la Wave Striker, un petit bateau à moteur.
La marque également spécialisée dans la fabrication de planeurs, des gyrocoptères et d'ULM également en fibre de verre.
Enfin, Chinkara construit également des camping-cars.
La marque avait également pour projet, avant de disparaître, de produire une réplique de l'AC Cobra.